# Polizeischule

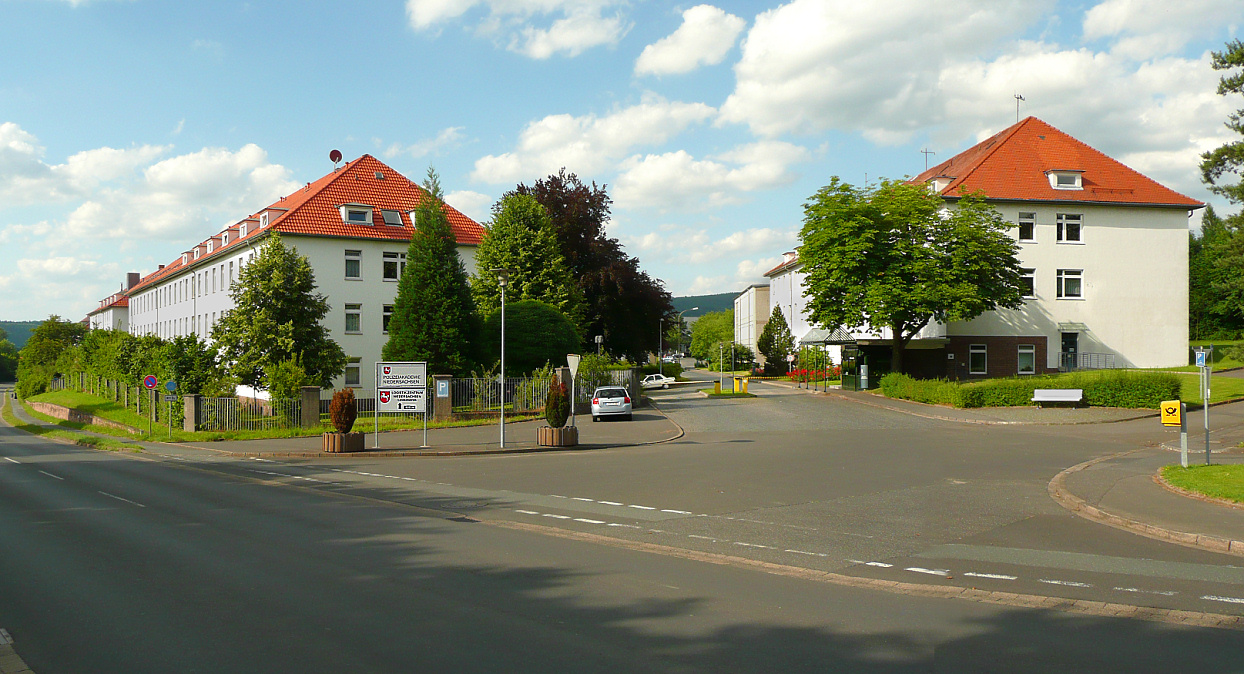
Frühere Landespolizeischule Niedersachsen in Hann. Münden, heute Standort der Polizeiakademie Niedersachsen

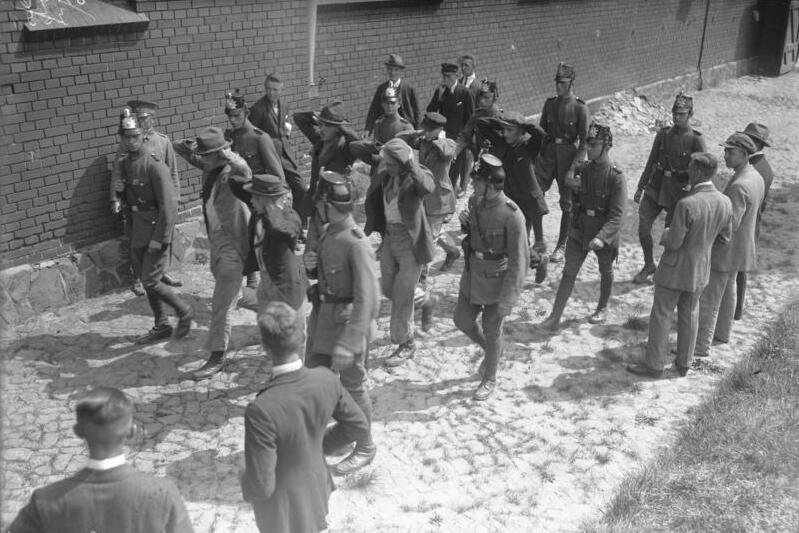
Aufständische werden in einer Übung der preußischen Schutzpolizei abgeführt, Brandenburg (Havel), 1924

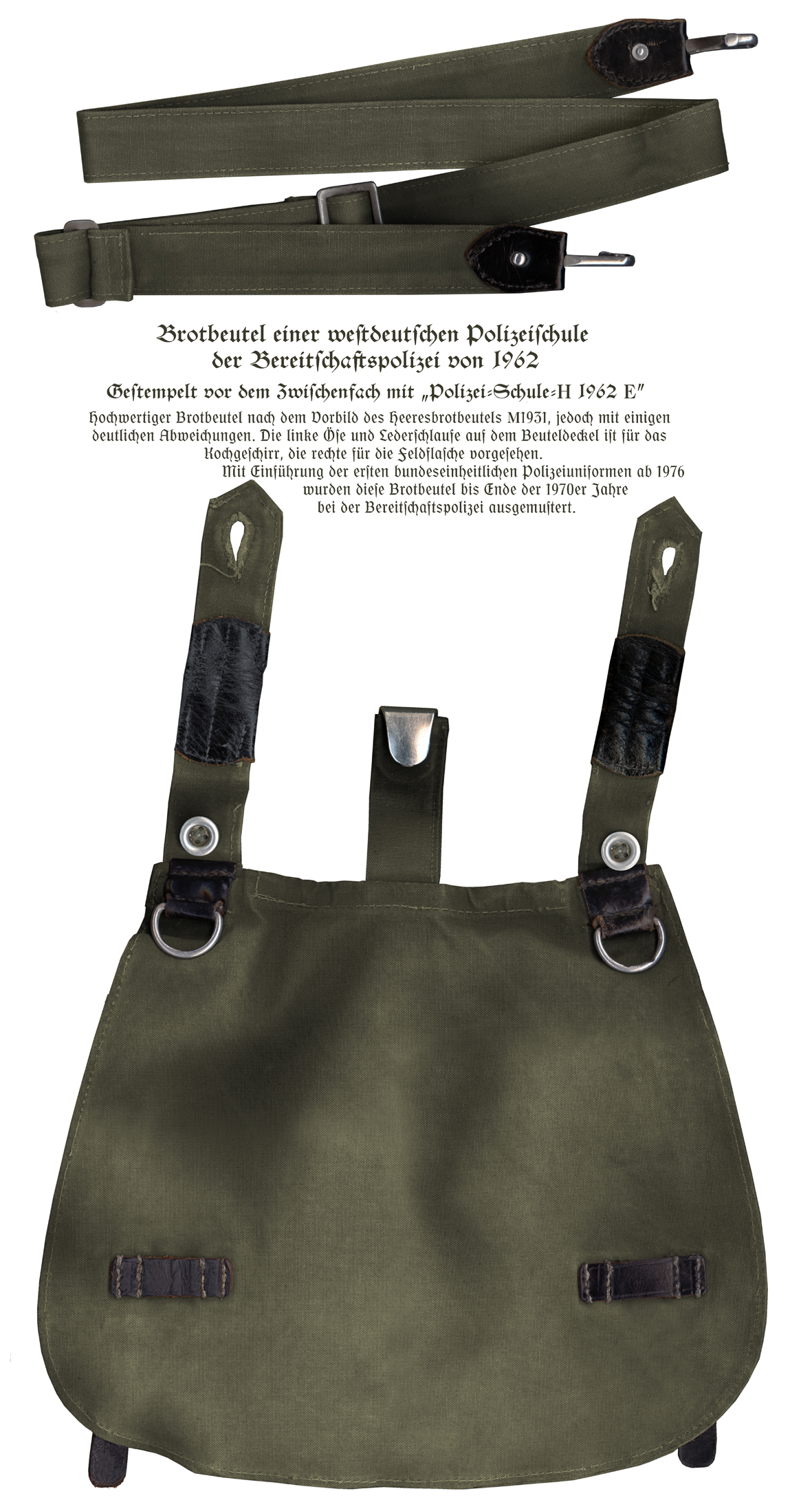
Brotbeutel einer westdeutschen Polizeischule von 1962

Eine Polizeischule dient der Aus-, Fort- und Weiterbildung von Polizisten.

## Deutschland
In Deutschland findet an einer Polizeischule die Polizeiausbildung, -fortbildung und -weiterbildung von Polizeivollzugsbeamten statt. Grundsätzlich unterhalten die Bundespolizei und die Länderpolizeien ihre eigenen Polizeischulen, die sich teilweise stark voneinander unterscheiden. Teilweise bestehen Akademien und Hochschulen, in denen Polizeianwärter ein Studium absolvieren.

### Grundausbildung
Polizeischulen geben für Berufsanwärter in der Grundausbildung praktischen und theoretischen Unterricht. Schwerpunkte der Theorie sind Rechtsfächer, wie Strafverfahrensrecht, Polizeirecht, Verwaltungsrecht, Verkehrsrecht, Beamtenrecht, Staats- und Verfassungsrecht.
Weitere Hauptfächer sind Kriminalistik, Polizeidienstkunde, Führungs- und Einsatzlehre und Politische Bildung. Daneben werden auch Fremdsprachen, elektronische Datenverarbeitung sowie Berufsethik gelehrt.
Die polizeipraktische Ausbildung besteht aus Waffenkunde, Funktechnik und Funkverkehr, Schießausbildung, Einsatzausbildung, Selbstverteidigung, Erste Hilfe, Dienstsport, Fahrausbildung und vieles mehr.
Insgesamt vermittelt die Ausbildung den täglichen Dienst, Sportlichkeit und den geschulten Umgang mit Menschen.

## Österreich
Bis 2003 erfolgte die Ausbildung an Polizei- und Gendarmerieschulen, im gleichen Jahr wurde die Sicherheitsakademie (SIAK) gegründet, welche zehn Bildungszentren (BZS) unterhält. An diesen wird sowohl die Polizeiausbildung für die sogenannten Organe des öffentlichen Sicherheitsdienstes und auch die Grundausbildung für Verwaltungsbeamte des Innenministeriums durchführt. An den SIAK finden auch Weiterbildungen und Lehrgänge statt. 
Am Beginn jeder Polizeikarriere steht die Polizeigrundausbildung in einem der zehn BZS. Sie dauert 24 Monate und schließt mit einer Dienstprüfung und der Verleihung des Dienstgrades Inspektor bzw. Inspektorin ab. Nach einigen Jahren Dienst in einer Polizeiinspektion besteht die Möglichkeit, eine weitere berufsbegleitende Grundausbildung (der Verwendungsgruppe E2a bzw. für „dienstführende Beamte“) für das Basismanagement zu absolvieren. Diese Grundausbildung schließt mit einer Dienstprüfung ab und befähigt beispielsweise zu polizeilichen Leitungsaufgaben in einer Polizeiinspektion.

## Schweiz
In der Schweiz gibt es mehrere Polizeischulen, die größte ist die interkantonale Polizeischule in Hitzkirch (IPH), mit Beteiligung von elf Kantonen. Die Grundausbildung dauert 10 Monate, der Abschluss ist die Eidg. Berufsprüfung zum «Polizistin/Polizist mit eidgenössischem Fachausweis».
Voraussetzung sind körperlich und psychische Eignung, eine abgeschlossene Lehre oder Matur sowie Schweizer Bürgerrecht. Eine Ausnahme bildet hier die Kantonspolizei Basel-Stadt, wo sich auch Nicht-Schweizer mit C-Aufenthaltsbewilligung bewerben können. Interessenten bewerben sich direkt bei den Polizeikorps.
Die Ausbildung erfolgt bei vollem Lohn.
Neben den Grundausbildungen bieten die Polizeischulen auch Fortbildungsmodule an. Einige der Fortbildungsmodule stehen auch Verwaltungsangestellten der Polizei offen.
Als Weiterbildungsziel nach der Berufsprüfung kann die höhere Berufsprüfung zum «Polizist/Polizistin mit eidgenössischem Diplom» angestrebt werden. Die Ausbildung setzt sich aus mehreren Modulen, einer Diplomarbeit und einer mündlichen Prüfung zusammen. Es existieren die Profile Führung, Fachspezialist und Ausbildung.

## Litauen
- Polizeischule Litauens
- Polizeiakademie Litauens